# Waterpotentiaal
De waterpotentiaal is een maat voor de energietoestand van water in vergelijking met zuiver water en bepaalt de richting en beweging van het water. De waterpotentiaal Ψw is de chemische potentiaal van water (in J m−3 = MPa) in vergelijking met zuiver water bij dezelfde temperatuur en druk. Het begrip waterpotentiaal wordt gebruikt voor het verkrijgen van inzicht van de waterbeweging in planten, dieren en bodems.
In de vergelijking voor waterpotentiaal moet rekening gehouden worden met de factoren die de diffusie van water beïnvloeden. Dit kunnen zijn:
- drukpotentiaal
- osmotische potentiaal
- zwaartekrachtspotentiaal
- potentiaal van de luchtvochtigheid

en matrixpotentialen zoals:
- oppervlaktespanning
- zuigspanning

## Plantenfysiologie
De waterpotentiaal stelt de beschikbaarheid van water voor de plant voor. Een verschil in de waterpotentiaal van systemen, die aan elkaar grenzen, verklaart het watertransport. (bijvoorbeeld: grond-wortel, blad-lucht, plantencel-extracellulaire ruimte).
Het water stroomt van een hogere potentiaal naar een lagere potentiaal.
In de plantenfysiologie wordt de waterpotentiaal bepaald door:
De grootheid is druk omdat plantencellen onder druk staan (denk aan de celwand) en het gemakkelijker is om te meten. De waterpotentiaal van zuiver water is nul. De waterpotentiaal in intact plantenweefsel is meestal negatief vanwege de grote hoeveelheden opgeloste stoffen in de cellen.

### Voorbeelden
Voorbeelden van waterpotentialen bij planten:
- 0,7 MPa: uienbol, wortel, spinazieblad.
- 3 MPa: mesofyten, aan een matig vochtig milieu aangepaste planten door grotere, dunnere bladeren.
- 5 - 10 MPa: cactussen, vetplanten.

## Bodem

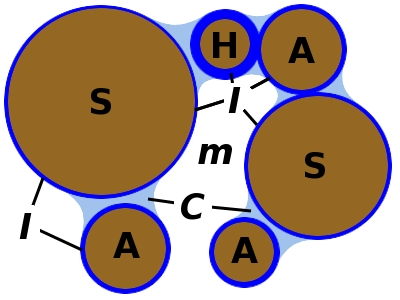
Water in de wortelzone van de bodem
Legenda:
S: niet-colloïde deeltjes
A: colloïde mineralen
H: colloïd, organisch deeltje
I: adsorptiewater
C: capillairwater
m: macroporie

Wanneer water in contact komt met vaste deeltjes, zoals klei of zand, kunnen de adhesieve, intermoleculaire krachten tussen het water en het vaste deeltje groot zijn. De krachten tussen de watermoleculen en de vaste deeltjes in combinatie met de aantrekkingskracht tussen de watermoleculen zorgen voor een oppervlaktespanning en de vorming van meniscussen in de vaste matrix. Er is dan kracht nodig om dit te doorbreken. De grootte van de  matrixpotentiaal hangt af van de afstand tussen de gronddeeltjes (de breedte van de meniscussen (zie ook capillariteit)) en de chemische samenstelling van de vaste matrix. In veel gevallen kan de matrixpotentiaal vrij groot zijn en vergelijkbaar met andere componenten van de waterpotentiaal.
Matrixpotentialen zijn erg belangrijk voor de plant-water relaties. Bij een met water verzadigde bodem is de matrixpotentiaal 0 MPa en bij het verwelkingspunt is deze −1,5 MPa. Bij zeer droge bodems binden sterke (zeer negatieve) matrixpotentialen het water aan gronddeeltjes. Planten maken om te overleven dan grotere negatieve matrixpotentialen in de kleine poriën van de celwanden van de bladeren voor het onttrekken van water aan de bodem. De verdamping van het water aan de oppervlakte van de mesofylcellen naar de atmosfeer zorgt voor het ontstaan van miljoenen kleine meniscussen in de mesofylcelwanden. Kiemende zaden hebben een grote negatieve matrixpotentiaal. Hierdoor nemen ze zelfs in enigszins droge grond nog water op. De creosootstruiken kunnen nog groeien onder extreem droge omstandigheden door een negatieve waterpotentiaal van −5 MPa (−50 bar) te ontwikkelen en kunnen een negatieve waterpotentiaal ontwikkelen tot wel −12 MPa (−120 bar).

### Bepaling waterpotentiaal

#### Bodem
De waterpotentiaal van een bodem kan met behulp van gipsblok-elektroden direct gemeten worden. Hiervoor wordt een gipsblok in de bodem ingegraven en de elektrische geleidbaarheid binnenin het blok gemeten. Bij een hoog watergehalte van de bodem (laag waterpotentiaal) zijn veel poriën van het gipsblok met water gevuld en wordt de stroom beter geleid.
Met behulp van een tensiometer kan de matrixpotentiaal vastgesteld worden. Daar de osmotische potentiaal in zoutarme bodems zeer laag is en buiten beschouwing kan worden gelaten, is de zo gemeten matrixpotentiaal de waterpotentiaal.

#### Plantenweefsel

Een opstelling voor de bepaling van de waterpotentiaal in een blad.

Een drukkamer is een instrument waarmee bij benadering de waterpotentiaal in plantenweefsel gemeten kan worden. Zo wordt bijvoorbeeld een blad dat aan een stengelstuk vastzit in een luchtdichte kamer geplaatst, waarna de kamer langzaam met gas op druk gebracht wordt. De druk die er heerst op het moment dat er sap uit het xyleem van de stengel begint te komen, geeft de waterpotentiaal van het blad aan.